# Jerome Colloredo-Mannsfeld
Jerome Colloredo-Mannsfeld (* 16. března 1949 Monmouth, Illinois, USA) je český a rakouský podnikatel ze šlechtického rodu Colloredo-Mannsfeld a největší soukromý majitel lesů v Česku. Od roku 1998 je hlavou rodu jako 9. kníže Colloredo-Mannsfeld, v rodové posloupnosti jako Jerome (Hieronymus) X.

## Biografie
Pochází z česko-rakouského šlechtického rodu Colloredo-Mannsfeldů. Narodil se jako syn Fridricha Colloredo-Mannsfelda (3. dubna 1917 Berlín – 29. července 1991 Öblarn) a jeho první manželky Christy von Kries (4. června 1922 Hamburg – 12. září 1972 Dubrovník). V roce 1965 byl adoptován svým strýcem Josefem (1910–1990), 7. knížetem Colloredo-Mannsfeldem. Má mladší sestru Isabellu (* 29. února 1952 Ženeva), která vystudovala veterinární lékařství.
Vlastní zámek Dobříš, který byl jeho rodině vrácen v restituci roku 1998 spolu se statkem Dobříš a lesy a rybníky statku Zbiroh, které byly navráceny již roku 1990 (navrácen byl i zámek Zbiroh, který však kníže Colloredo-Mannsfeld vzhledem ke špatnému stavu budovy vrátil českému státu, a ten jej následně prodal). Dále vlastní statek Gstatt v rakouském Öblarnu. Svůj rozsáhlý majetek spravuje přes společnost Ing. Jerome Colloredo-Mannsfeld spol. s r.o. Ta má v současnosti heslo „Příroda s rodokmenem“.
Žije střídavě v Česku a v Rakousku.

## Rodina
Oženil se dvakrát. Nejprve 14. června 1975 v Öblarnu s gynekoložkou MUDr. Alexandrou von Glasenapp (* 26. února 1955 Mnichov), dcerou PhDr. Igora von Glasenapp a Antonie Raumerové. Manželství však bylo rozvedeno v roce 1977 a anulováno v roce 1982. Podruhé se oženil 26. července 1979 ve Vídni s Livií-Annou Fuchsovou (* 3. května 1956 Praha), dcerou Paula Fuchse a Jiřiny Sladké.
S manželkou Livií má tři dospělé děti:
- 1. Paul-Josef hrabě Mannsfeld (* 8. 6. 1981 Vídeň)
  - ∞ (17. 7. 2010 Admont) Elke Taus (* 17. 4. 1982 Rottenmann)
- 2. Lelio (* 24. 1. 1985 Vídeň)
- 3. Anna-Livia (* 19. 1. 1997 Schladming)

## Majetek

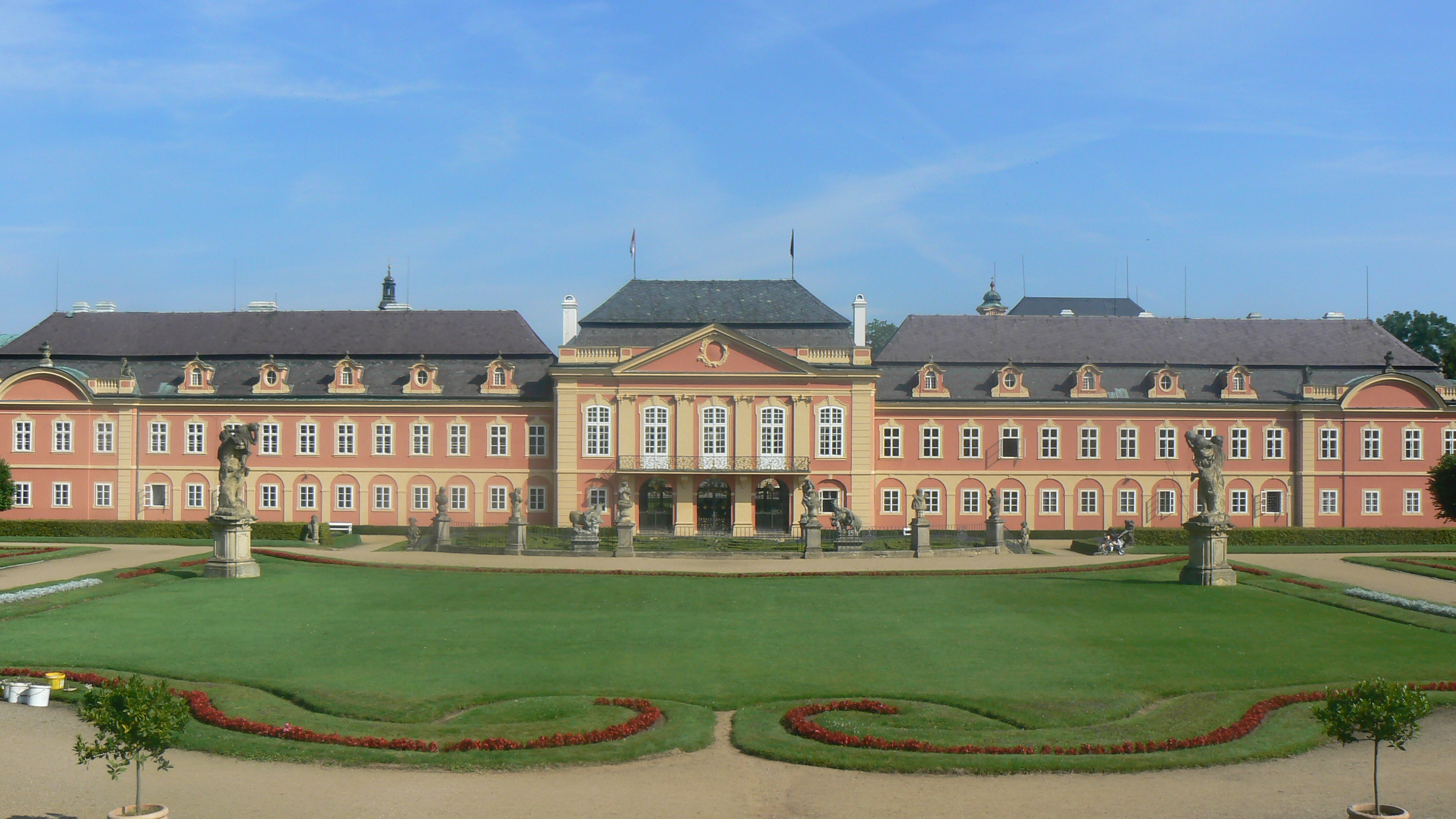
Zámek Dobříš

Jerome Colloredo-Mannsfeld je jedním z největších vlastníků lesní půdy v ČR a největším soukromým vlastníkem této půdy. Dále k jeho majetku patří například rokokový zámek Dobříš, kde s rodinou žije, s přilehlým francouzským a anglickým parkem a hotelem, dále několik lesních hájoven, rybníky Papež, Koryto a Huťský rybník nebo rybník Strž poblíž památníku Karla Čapka. Vlastní rovněž dobříšské sádky a několik obor. Po zrušení vojenské základny Stožec mu patří rovněž většina pozemků v nejrozsáhlejší zóně C této protiletadlové základny. Část pozemků vlastní spolu se svou sestřenicí, Kristinou Colloredo-Mansfeldovou.

## Zajímavosti
V roce 2012 daroval Hlavnímu městu Praha vánoční strom na Staroměstské náměstí. K tomu tehdy řekl serveru Idnes.cz: „Tento strom, který bude postavený na náměstí, na němž tehdy žili prarodiče mé manželky, je proto malý symbolický znak naší vděčnosti. Osvětlený zelený strom má přinášet radost a doufání ve smyslu křesťanských Vánoc. Těší mě, že mohu tímto malým darem poskytnout městu, jeho obyvatelům a návštěvníkům nepatrný příspěvek“.
Na zámku Dobříš Jerome Colloredo-Mannsfeld pravidelně uspořádává různé kulturní akce, například na podzim 2018 výstavu o významných osobnostech z řad české šlechty.